# Sásverés
Sásverés (románul: Șașvereș) tanya, Parajd településrésze Romániában, Hargita megyében.

## Története
Parajd része. 1956-ig adatai a községéhez voltak számítva. A trianoni békeszerződés előtt Udvarhely vármegye Parajdi járásához tartozott.

## Népessége
A kis hegyi telepet már 1966-ban is csupán két fő lakta, az 1970-es évek végére teljesen elnéptelenedett.